# مايك فيلدز
مايك فيلدز (بالإنجليزية: Mike Fields)‏ هو لاعب كرة قدم بريطاني، ولد في 12 أغسطس 1935 في تشستر في المملكة المتحدة، وتوفي بنفس المكان في 27 مايو 2014. لعب مع نادي تشستر سيتي.